# 1740년대
1740년대는 1740년부터 1749년까지를 가리킨다.